# Hürth
Hürth város Németországban, Észak-Rajna-Vesztfália tartományban, Köln kormányzati kerületben, Rajna-Erft kerületben, Kölntől délkeletre.

## Elhelyezkedése
Hürth Kölntől 9 km-re délnyugatra található. A település tizenkét, egykori külön településből áll. Viszonylag nagy területen, több kereskedelmi központtal helyezkedik el, tavakkal és erdőkkel tagolva.

## Kerületei
A lakossági adatok a 2011. december 31-i állapotot tükrözik.
- Alstädten-Burbach (3790 lakos)
- Alt-Hürth (7265 lakos)
- Berrenrath (3278 lakos)
- Efferen] (12 769 lakos)
- Fischenich (5026 lakos)
- Gleuel (6558 lakos)
- Hermülheim (15 499 lakos)
- Kalscheuren (630 lakos)
- Kendenich (3089 lakos)
- Knapsack (151 lakos)
- Sielsdorf (379 lakos)
- Stotzheim (1776 lakos)

## Címere
A címer egy sast ábrázol Hurth von Schönecken lovag családi címeréről. Szerepel még Köln keresztje és egy fogaskerék, ami az iparra utal. A címert 1934. október 26-án kapta meg a település.

## Történelem
Hürth 1930. április 1-jén egyesült Hürth (Alstädtennel és Knapsackkal), Berrenrath, Fischenich, Gleuel (Sielsdorffal és Burbachhal), Hermülheim és Kendenich (Kalscheurennel) Hürthté. Ehhez 1933-ban csatlakozott Efferen és Stotzheim.
A külön településeket más-más időpontban említették meg először. Alstädtent 1185-ben, Burbachot 1223-ban, Berrenrathot 922-ben, Efferent illetve Fischenichet 1189-ben, Gleuelt 898-ban, Hermülheimet 943-ban, Hürthöt 1185-ben, Kalscheurent 1305-ben, Kendenichet 941-ben, Knapsackot 1566-ban, Sielsdorfot 898-ban, Stotzheimet 1223-ban említették először.

## Politika
A város közgyűlésének 44 tagja van, a következő pártmegoszlás szerint:
- SDP: 18 tag
- CDU: 17 tag
- Zöldek: 4 tag
- FDP: 3 tag
- Baloldali Párt: 2 tag

### Polgármesterek 1945 óta
- Fritz Räcke (†), SPD (1945–1946)
- Heinrich Poll (†), KPD (1946)
- Karl Pimpertz (†), CDU (1946–1948)
- Jakob Esser (†), SPD (1948–1956)
- Heinrich Vomhof (†), SPD (1956–1961)
- Karl Ingenerf, CDU (†) (1961–1965, díszpolgár)
- Hanns Conzen, CDU (1965–1979)
- Rudi Tonn, SPD (†) (1979–1999, díszpolgár)
- Walther Boecker, SPD (1999 óta)

## Közlekedés
1997. szeptember 29-e óta egy autóbusz-hálózat van a városban, ami a területének legnagyobb részét lefedi. Hat járat van, 711-től 716-ig számozva, amiket a Stadtverkehr Hürth üzemeltet és öt másik, aminek az SVH-hoz nincs köze.
A városban található egy Deutsche Bahn vasútállomás, ahol a kölni, bonni és euskircheni vonalak állnak meg és több vonat áthalad.
A város villamosvonallal össze van kötve Kölnnel és Bonnal.

## Híres emberek
- Michael Schumacher 7-szeres világbajnok Formula–1-es versenyző (Hermülheim városrészből származik)
- Ralf Schumacher Formula–1-es versenyző (Hermülheim városrészből származik)

## Testvérvárosok[3]
- Argelès-sur-Mer, Franciaország – 1988 óta
- Kabarnet, Kenya – 1988 óta
- Skawina, Lengyelország – 1996 óta
- Spijkenisse, Hollandia – 1966 óta
- Thetford, Egyesült Királyság – 1966 óta

## Fordítás
- Ez a szócikk részben vagy egészben  a   Hürth című angol Wikipédia-szócikk fordításán alapul.  Az eredeti cikk szerkesztőit annak laptörténete sorolja fel. Ez a jelzés csupán a megfogalmazás eredetét és a szerzői jogokat jelzi, nem szolgál a cikkben szereplő információk forrásmegjelöléseként.
- Ez a szócikk részben vagy egészben  a   Hürth című német Wikipédia-szócikk fordításán alapul.  Az eredeti cikk szerkesztőit annak laptörténete sorolja fel. Ez a jelzés csupán a megfogalmazás eredetét és a szerzői jogokat jelzi, nem szolgál a cikkben szereplő információk forrásmegjelöléseként.